# میثم سلیمانی
میثم سلیمانی (زاده ۲۱ ژانویهٔ ۱۹۸۶) یک بازیکن فوتبال اهل ایران است.